# اود فرانتسن
اود فرانتسن (نروژی: Odd Frantzen; ۲۰ ژانویهٔ ۱۹۱۳ – ۲ اکتبر ۱۹۷۷) بازیکن فوتبال اهل نروژ بود.
وی همچنین در تیم ملی فوتبال نروژ بازی کرده‌است.
وی در مسابقات کشوری و بین‌المللی در مجموع برندهٔ ۱ مدال برنز شده‌است.